# George Bass (Optiker)
George Bass (* ca. 1700; † 1770) war ein englischer Optiker und Hersteller von Linsen. Er war indirekt an der Entwicklung achromatischer Objektive beteiligt, die eine farbreine Abbildung erlauben.
Die Idee zur Kombination zweier Linsen unterschiedlicher Brechkraft hatte um 1733 der englische Amateur-Optiker Chester Moor Hall. Zwecks Geheimhaltung beauftragte er zwei verschiedene Firmen (Edward Scarlett und James Mann) mit der Herstellung der Kronglas- und der Flintglas-Linse, die jedoch den Auftrag zum Linsenschliff demselben Optiker – George Bass – weitergaben. Bass merkte, dass beide Linsen für denselben Kunden waren, und erkannte ihre achromatische Eigenschaft. Hall jedoch verfolgte seine Erfindung nicht weiter. Bass stellte auch fest, dass Lesebrillen aus Kronglas bessere Bilder gaben als aus anderen Glassorten.
Um 1757 erwähnte Bass die Sache im Gespräch mit dem anglo-französischen Optiker John Dollond. Dieser konnte das Herstellungsprinzip ableiten und reichte dafür ein Patent ein, das ihm 1758 erteilt wurde. Um 1760 baute er die ersten farbreinen Fernrohrobjektive.